# Aqueduc de Saint-Clément

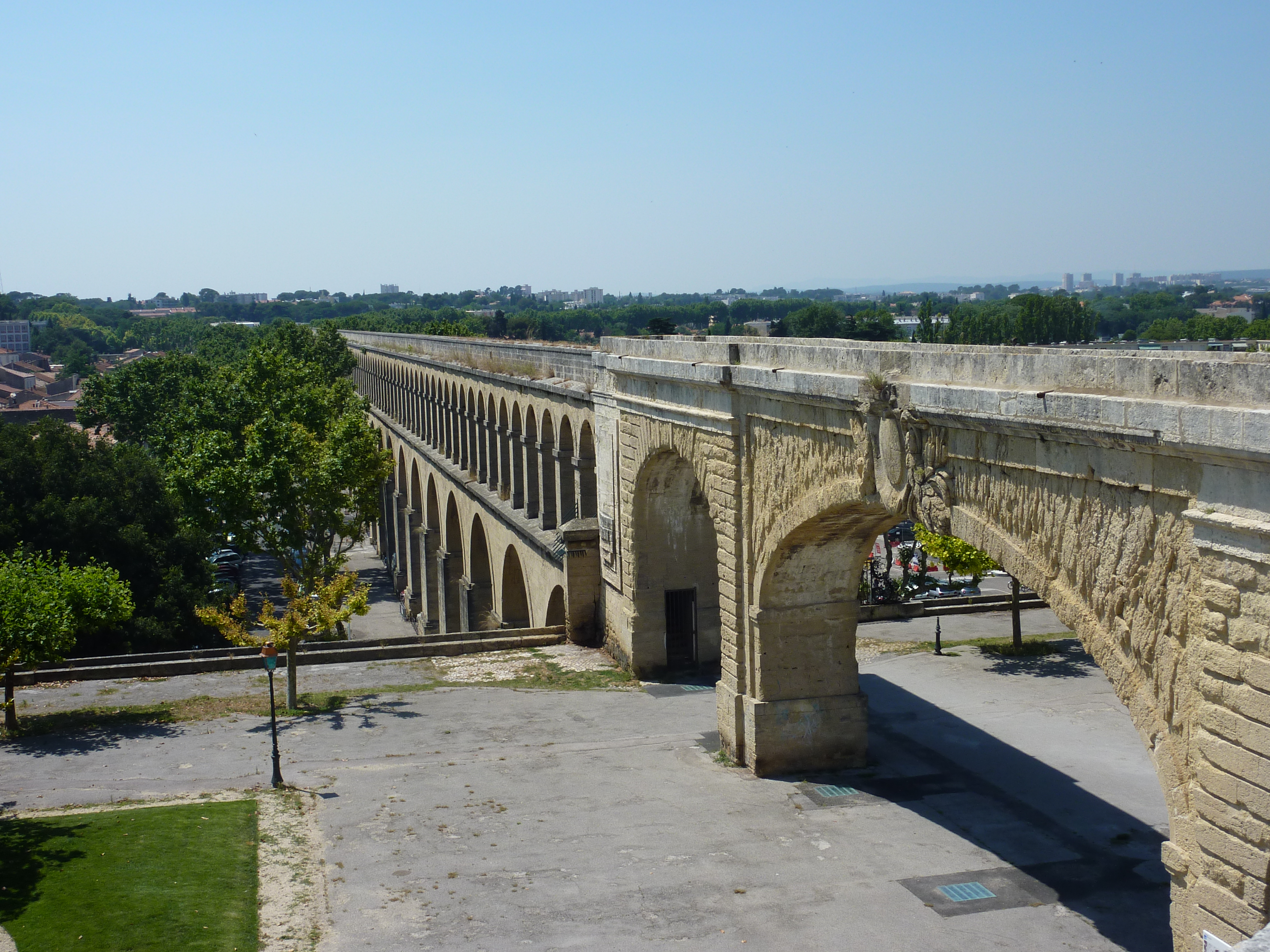
Aqueduc de Saint-Clément

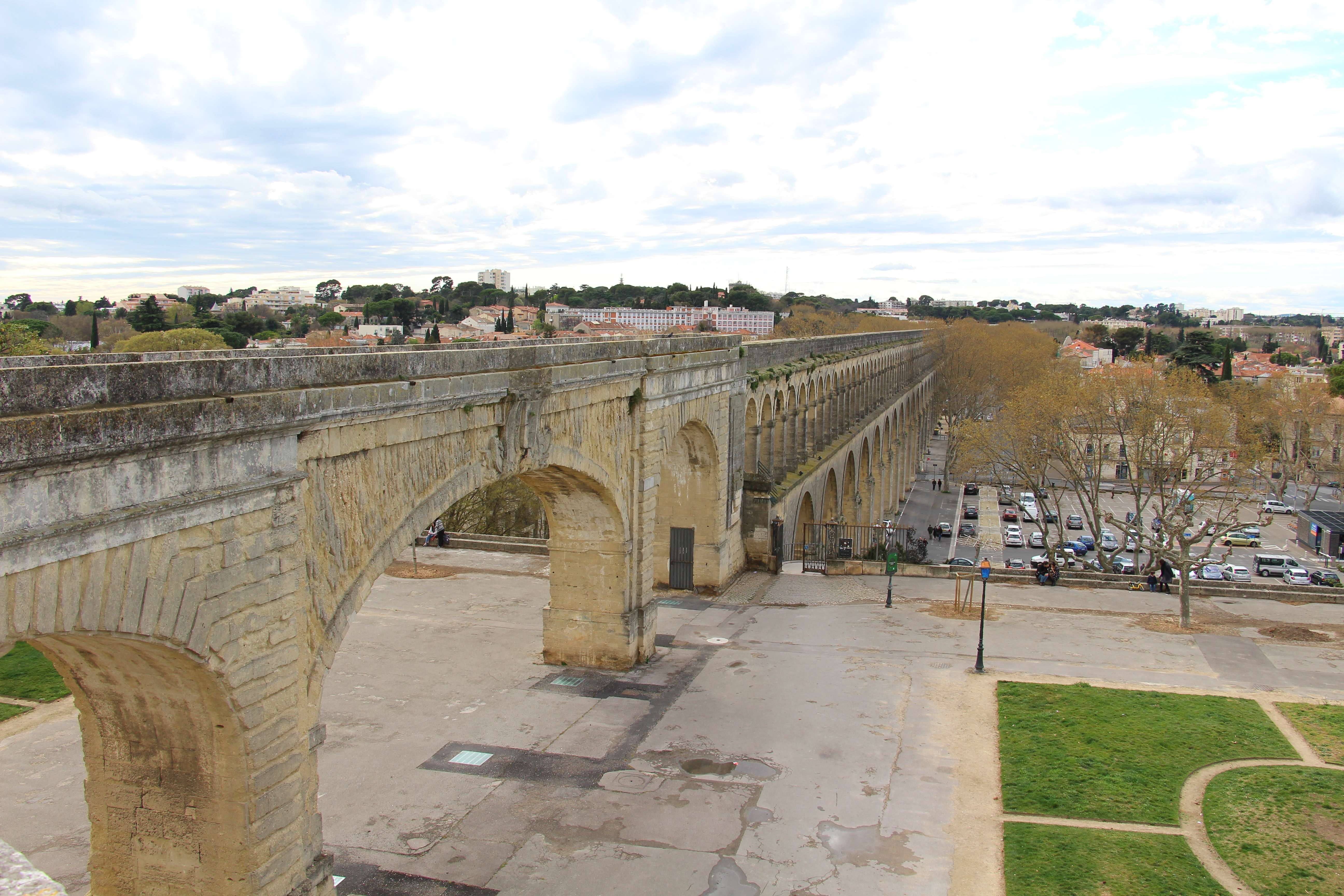
Aqueduc de Saint-Clément

Der Aqueduc de Saint-Clément ist eine historische Wasserleitung in Montpellier.

## Geografische Lage
Die Wasserleitung, zu der der Aquädukt gehört, beginnt an der 14 Kilometer entfernten Quelle Saint-Clément. Der Aquädukt zieht sich durch den Stadtteil Les Arceaux von Montpellier.

## Bauwerk
Die beiden Arkadengeschosse der Wasserleitung wurden der Konstruktion der Pont du Gard nachempfunden. Der Aquädukt weist eine Länge von 880 Metern und eine relativ konstante Maximalhöhe von etwa 22 Metern auf. Die Spannweite der oberen, kleinen Bögen beträgt rund 3 Meter, die der größeren, unteren Bögen rund 9 Meter. Entworfen wurde das Bauwerk von Henri Pitot, Donnat und Jean Antoine Giral.

## Geschichte
1772 fertiggestellt, brachte der Aquädukt Wasser in die Stadt, wo er ein Wasserreservoir (französisch: Chateau d’eau), nahe dem Triumphbogen Porte du Peyrou speiste. Von dort aus wurden Springbrunnen und auch öffentliche Wasserentnahmestellen versorgt. Die bedienten Brunnen waren die Fontaine des Trois Graces auf dem Place de la Comedie, die Fontaine de Cybele auf dem Place Chabaneau und die Fontaine des Licornes am Place de la Canourgue.